# سيمون برايس
سيمون برايس (بالإنجليزية: Simon Price)‏ هو باحث في تاريخ العصور الكلاسيكية بريطاني، ولد في 27 سبتمبر 1954 في لندن الكبرى في المملكة المتحدة، وتوفي في 14 يونيو 2011 في أكسفورد في المملكة المتحدة بسبب سرطان.